# Susan Howard
Jeri Lynn Mooney, mai cunoscută cu pseudonimul de Susan Howard, (n. 28 ianuarie 1944, Marshall, Texas, SUA) este o actriță americană, care a interpretat rolul Donna Culver Krebbs în filmul serial Dallas (1979–1987), distribuit de către CBS. Jeri Lynn Mooney este activă în cadrul Partidului Republican din Texas.

## Filmografie
| An        | Titlu                             | Rol                               | Note |
| --------- | --------------------------------- | --------------------------------- | --- |
| 1966      | Love on a Rooftop                 | Dorothy                           | 1 episod: "Homecoming" |
| 1967      | The Monkees                       | Bride                             | 1 episod: "Monkees Manhattan Style" |
| 1967      | The Iron Horse                    | Bess Hennings/Sara Collins        | 1 episod: "The Return of Hode Avery", "Appointment with an Epitaph" |
| 1967–1968 | The Flying Nun                    | Sister Susan/Sister Teresa        | 2 episoade "Old Cars for New", "Hot Spell" |
| 1968      | The Second Hundred Years          | Sonny                             | 1 episod: "Dude Hand Luke" |
| 1968      | Tarzan                            | Jeff                              | 1 episod: "Trina" |
| 1968      | Star Trek                         | Mara                              | 1 episod: "Day of the Dove" |
| 1968–1969 | I Dream of Jeannie                | Miss Temple/Salesgirl             | 2 episoade "Genie, Genie, Who's Got the Genie?: Part 2", "The Biggest Star in Hollywood" |
| 1969      | Here Come the Brides              | Alexander                         | 1 episod: "Wives for Wakando" |
| 1969      | The Outcasts                      | Julie Mason                       | 1 episod: "The Candidates" |
| 1969      | Ironside                          | Jo Lyons                          | 1 episod: "A Matter of Love and Death" |
| 1969      | The Virginian                     | Rebecca Teague                    | 1 episod: "Halfway back from Hell" |
| 1969      | Bonanza                           | Laurie Nagel                      | 1 episod: "The Medal" |
| 1969      | Land of the Giants                | Mrs. Garak                        | 1 episod: "Collector's Item" |
| 1969–1971 | Mannix                            | Amanda Hewitt / Christina Preston | 2 episodes "Who Killed Me?", "Round Trip to Nowhere" |
| 1970      | The Silent Gun                    | Lorisa Cole                       | film TV |
| 1970      | The New People                    | Fern                              | 1 episod: "The Siege of Fern's Castle" |
| 1970      | Quarantined                       | Dr. Margaret Bedford              | film TV |
| 1970      | The Immortal                      | Annie Williams                    | 1 episod: "The Legacy" |
| 1971      | The F.B.I.                        | Yvonne Shelby                     | 1 episod: "Center of Peril" |
| 1971      | The Mod Squad                     | Gillian                           | 1 episod: "Cricket" |
| 1971–1972 | Love, American Style              | Webb Covington Jr.                | |
| 1972      | Mission: Impossible               | Nora Dawson                       | 1 episod: "Committed" |
| 1972      | The Sixth Sense                   | Needa                             | 1 episod: "The Man who Died at Three and Nine" |
| 1972      | Medical Center                    | Linda Crown                       | 1 episod: "Deadlock" |
| 1972      | Columbo                           | Shirley Wagner                    | 1 episod: "The Most Crucial Game" |
| 1973      | The Bold Ones: The New Doctors    | Dr. Claudia Schaeffer             | 1 episod: "A Terminal Career" |
| 1973      | Savage                            | Lee Raynolds                      | film TV |
| 1973      | Griff                             | Evan Sands                        | 1 episod: "The Framing of Billy the Kid" |
| 1973      | The New Adventures of Perry Mason | Ellen                             | 1 episod: "The Case of the Jailed Justice" |
| 1973      | Marcus Welby, M.D.                | Dr. Barbara Kerr / Greta Francis  | 2 episoade "A Necessary End", "The Tall Tree" |
| 1973–1977 | Barnaby Jones                     | Frances Dunslay / Sandra Harris   | 2 episoade "Death Leap", "Yesterday's Terror" |
| 1974      | Indict and Convict                | Joanna Garrett                    | film TV |
| 1974      | Night Games                       | Maggie Petrocelli                 | film TV |
| 1974–1976 | Petrocelli                        | Maggie Petroceli                  | Series regular Nominalizare – Golden Globe Award for Best Supporting Actress – Series, Miniseries or Television Film Nominalizare – Primetime Emmy Award for Outstanding Supporting Actress in a Drama Series                                                          |
| 1976      | The Rockford Files                | Sandy Blaylock                    | 1 episod: Feeding Frenzy |
| 1977      | The Oregon Trail                  |                                   | 1 episod: "The Gold Dust Queen" |
| 1977      | Most Wanted                       |                                   | 1 episod: "Ms. Murder" |
| 1977      | The Fantastic Journey             | Eve Castigan                      | 1 episod: "Vortex" |
| 1977      | Moonshine County Express          | Dot Hammer                        | |
| 1977      | Sidewinder 1                      | Chris Gentry                      | |
| 1977      | Killer on Board                   | Julie Clayton                     | film TV |
| 1978      | Superdome                         | Nancy Walecki                     | film TV |
| 1978      | The Busters                       | Joanna Bailey                     | film TV |
| 1978      | The Paper Chase                   | Susan Fields                      | 1 episod: "Kingsfield's Daughter" |
| 1979      | The Power Within                  | Dr. Joanne Miller                 | film TV |
| 1979      | Vega$                             | Laurie Turner                     | 1 episod: "Classic Connection" |
| 1979–1987 | Dallas                            | Donna McCullum Culver Krebbs      | Personaj principal TV Land Pop Culture Award (2006) Soap Opera Digest Award for Outstanding Actress in a Supporting Role on a Primetime Serial (1986) Nominalizare – Soap Opera Digest Award for Outstanding Actress in a Supporting Role on a Primetime Serial (1988) |
| 1980      | The Love Boat                     | Cynthia Bowden                    | Multiple episoade |
| 1993      | Come the Morning                  | Constance Gibson                  | Film TV |